# 젠나로 브라칠리아노
젠나로 브라칠리아노(Gennaro Bracigliano, 1980년 3월 1일, 포르바흐 ~)는 프랑스의 전 축구 선수이다.

## 사생활
그의 삼촌 뱅상 브라칠리아노 또한 축구 선수이다. 그는 FC 메스와 FC 낭트에서 선수생활을 하였다.